# Castillon, Alpes-Maritimes
Castillon este o comună în departamentul Alpes-Maritimes din sud-estul Franței. În 2009 avea o populație de 327 de locuitori. Locuitorii săi se numesc Castillonnais.

## Geografie

### Localizare
Castillon este situat la aproximativ 10 kilometri de Menton și Sospel.
Castillon are distincția de a fi inclus pe deplin în situl Natura 2000 „Valea Carei - Dealurile Castillonului”.

### Geologie și relief
Siturile municipalității sunt împărțite între două entități geografice: litoralul și țara de mijloc. Aceste entități oferă o mare bogăție și diversitate de peisaje.
Zona de tranziție între coasta și Parcul Național Mercantour, Țara de Mijloc este spațiul văilor și munților..

### Seismicitate
Un fenomen de lichefiere a solului..
Cutremurul din 23 februarie 1887..
Municipiu situat în zona seismică, pericol mediu. · .

### Hidrografia și apele subterane
Castillon este sursa comună a micului ˛fluviu costier Carei, care se varsă în Marea Mediterană, sub cazinoul din Menton.
Curs de apă pe municipalitate sau în aval:
- le Merlansson

Municipalitatea are:
- 3 foraje și 7 surse;
- o stație de epurare a apelor uzate cu o capacitate de 300 de locuitori.[11].

### Moduri de comunicare și transport

#### Drumuri
Drumul departamental D 2566A, sau RD 2566A, este un drum departamental care face legătura între Sospel și Castillon și Menton prin tunelul Castillon.

#### Transport în comun

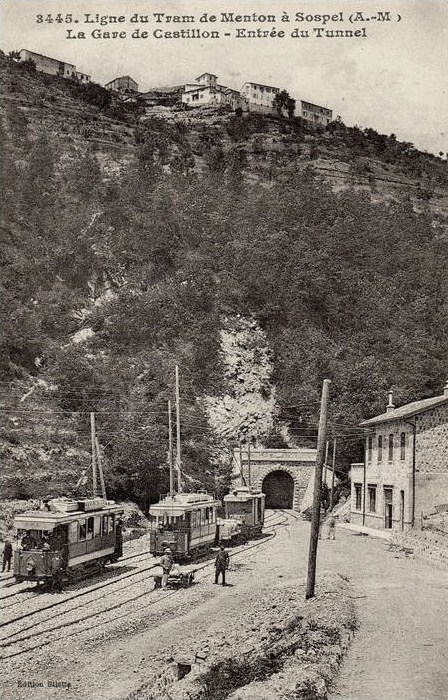
Stația Castillon a tramvaiului Menton - Sospel.

Viaductul Caramel de 125 de metri, construit în 1910 și alcătuit din 13 arcade, rămâne unul dintre ultimele vestigii ale unei linii de tramvai care a legat Menton de Sospel.
Satul beneficiază de rețeaua de transport a C.A.R.F. : Linia 15: Autogara MENTON - Castillon - Sospel Le Merlanson.

### Comunitatea aglomerației Rivierei Franceze
Comunitatea aglomerației Rivierei Franceze este compusă, începând cu data de 1 ianuarie 2014 din 15 comune : Beausoleil, Breil sur Roya, La Brigue, Castellar, Castillon, Fontan, Gorbio, Menton,
Moulinet, Roquebrune Cap Martin, Sainte Agnès, Saorge, Sospel, Tende, La Turbie.

### Comune limitrofe
- nord-vest - Sospel
- nord - Sospel
- nord-est - Sospel
- est - Castellar
- sud-est - Castellar
- sud - Sainte-Agnès, Menton
- sud-vest - Peille
- vest - Peille

### Urbanism
Comuna dispune de un d'un Plan local de urbanism.

## Economie

### Afaceri și comerț

#### Agricultură
- Plantații de măslini.
- Creșterea melcilor comestibili[15].

#### Turism
- Hotel-restaurant "La Bergerie"[16].

#### Magazine și meșteșuguri
- Cartierul meșterilor de artă domină noul sat, model de urbanism rural, construit pe jumătate înclinat în stil provensal.

## Istorie
Un habitat fortificat numit Castillon este menționat în 1157.
Satul Castillon a suferit din cauza războaielor sau a dezastrelor naturale și a fost reconstruit de mai multe ori. O primă dată după Războiul de Succesiune Austriacă, în secolul al XVIII-lea; a doua oară după cutremurul din 1887, în Liguria, care a avut efecte grave asupra satului și, în sfârșit, după bombardarea iernii 1944-1945, care a marcat ultima fază a celui de-al doilea război mondial înainte de eliberarea teritoriului.

### Toponimia
Localitatea apare pentru prima dată în textele din 1279 sub numele castrum Castilionis. Numele lui provine de la Castihoun provensal care desemnează un castel mic.

## Populație și societate

### Demografie

#### Evoluția demografică
Evoluția numărului de locuitori este cunoscută prin recensămintele populației efectuate în comună încă din 1793. Din 2006, INSEE publică anual populațiile legale ale comunelor. Recensământul se bazează acum pe o culegere anuală de informații, care acoperă succesiv toate teritoriile municipale pe o perioadă de cinci ani. Pentru municipalitățile cu mai puțin de 10.000 de locuitori, se efectuează o sondaj de recensământ asupra întregii populații la fiecare cinci ani, populațiile legale ale anilor intermediari fiind estimate prin interpolare sau extrapolare25. Pentru municipalitate, primul recensământ complet în cadrul noului sistem a fost realizat în 2005.
În 2016, municipalitatea avea 373 de locuitori, în scădere cu 1,06% față de 2011 (Alpes-Maritimes: + 0,23%, Franța, cu excepția Mayotte: + 2,44%).

### Învățământ
Instituții de învățământ:
- Grădiniță și școală primară[20]
- Colegii din Menton.
- Licee din Menton.

### Sănătate
Profesioniști și instituții de sănătate :
- Medici în Sospel,
- Farmacii în Menton, Sospel,
- Spitale în Sospel, Gorbio.

### Culte
Cult catolic, parohie: Sfântul Ștefan al Beverei, Eparhia de Nisa

## Cultura și patrimoniul local

### Locuri și monumente
Patrimoniul religios:

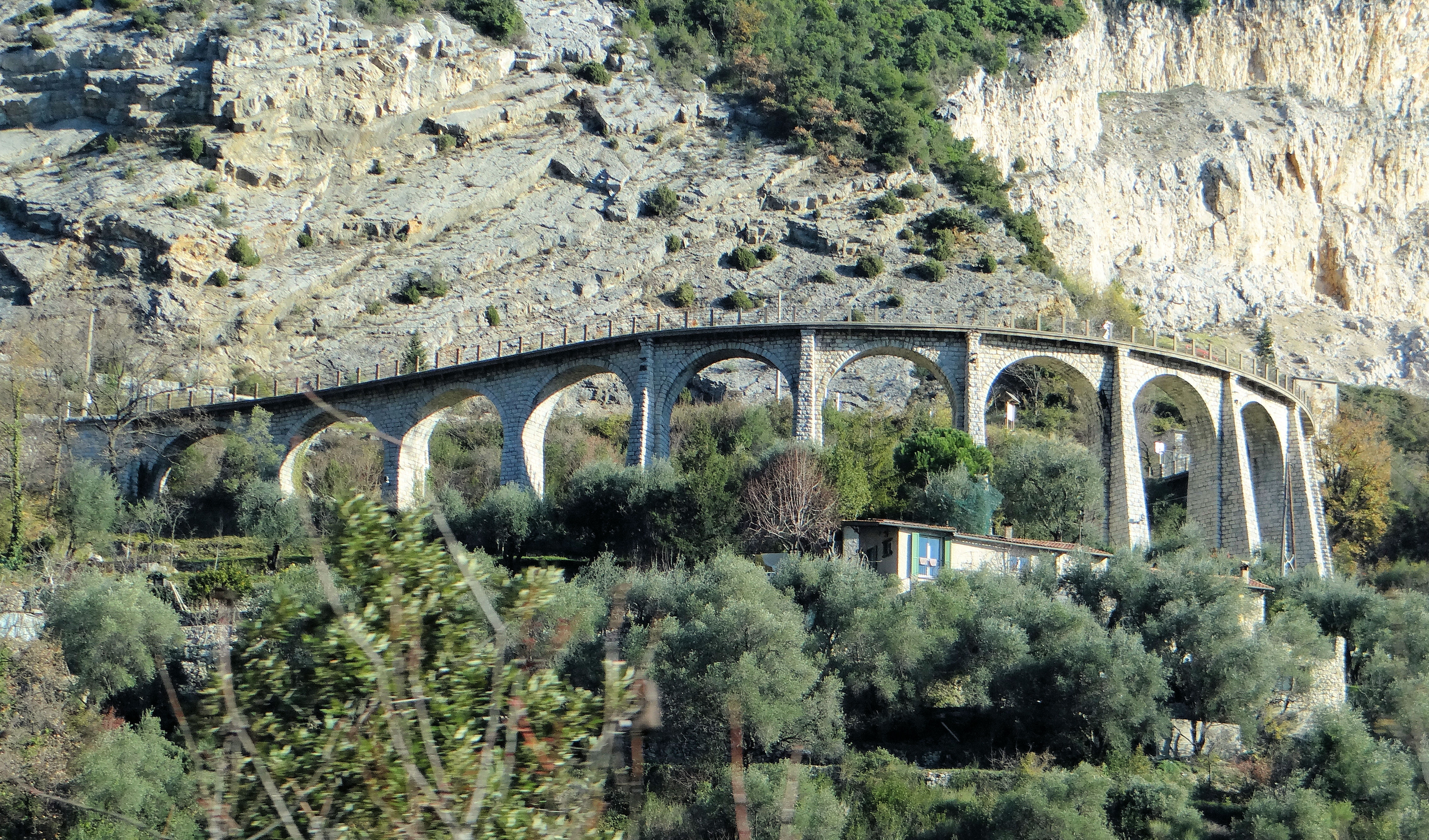
Viaductul Caramel, rămășițele vechiului tramvai de la Menton până la Sospel.

- Biserica Sf. Iulian, datând din 1952[24].
- Biserica veche din satul 2[25].
- Ruine din satul vechi și castelul medieval[26].
- Capelele Sfântul Antonin și Sfântul Bernard.

Patrimoniu civil :
- Fortificația Castillon, pe amplasamentul vechiului sat de sus, a fost construită în perioanda anilor 1930 și face parte din linia Maginot
- Poziția zonei de graniță fortificate cunoscută sub numele de avanpostul lui Pierre Pointue
- Viaductul Caramel[27].
- Fântâna "Envolée Linéaire"[28].
- Cuptor de var.
- Sculptură[29].
- Memoriale :
  - Monumentul morților[30].
  - Placă comemorativă cu citarea corpurilor de armată[31].
  - Placă comemorativă.
  - Placă comemorativă a membrilor Forțelor Franceze de Interior.
  - Placă comemorativă a locuitorilor din Sospel împușcați la Castillon.
  - Placă comemorativă Mario Roncelli.
  - Placă comemorativă Sauvajon - Barut.
  - Placă comemorativă a militarilor hawaieni.
  - Stele memoriale.
  - Piața militară.
  - Placă comemorativă a italienilor din Sospel împușcați la Castillon.
  - Stele pentru soldații din First Special Service Force[32].

## Legături externe
- Reconstrucția satului Castillon
- Viaductul Caramel Arhivat în 27 octombrie 2018, la Wayback Machine.
- Fortificația de la Biserica Castillon
- Cifre cheie publicate de Institutul Național de Statistică și Studii Economice (INSEE). Dosar complet
- Inventarul național al patrimoniului natural al municipalității

## Vezi și
- Lista comunelor din Alpes-Maritimes